# Balgarup
De Balgarup is een rivier in West-Australië.

## Geschiedenis
De naam van de rivier is een aborigineswoord. Hij werd voor het eerst genoteerd door de landmeter Alfred Hillman in 1840. Balgarup betekent "plaats van de balga's" of "plaats van de grasbomen".

## Geografie
De Balgarup ontspringt onder Byenup Hill, ten zuidoosten van Kojonup. Ze stroomt 66 kilometer in noordwestelijke richting alvorens samen met de Arthur de Blackwood te vormen.
Mandalup Brook is de enige zijrivier van de Balgarup. Ze mondt er 284 meter boven de zeespiegel in uit.